# 五箇山

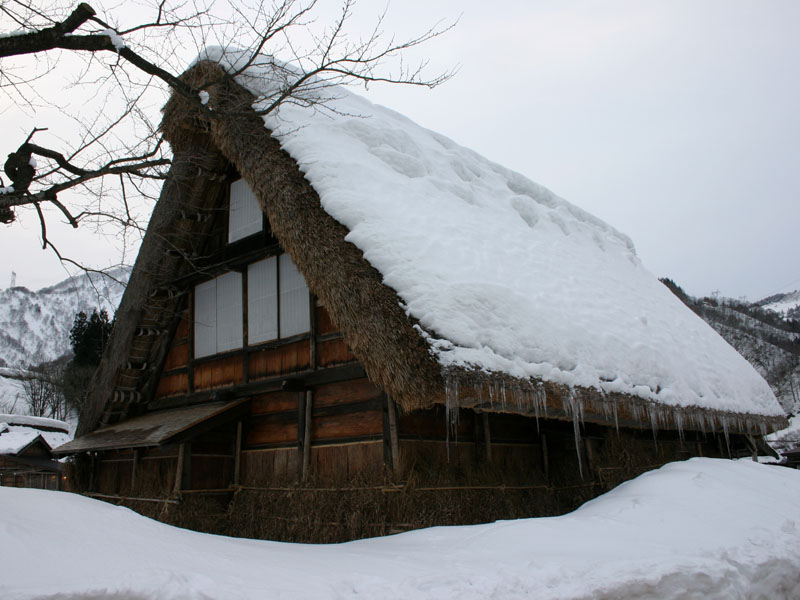
菅沼地区の合掌造り

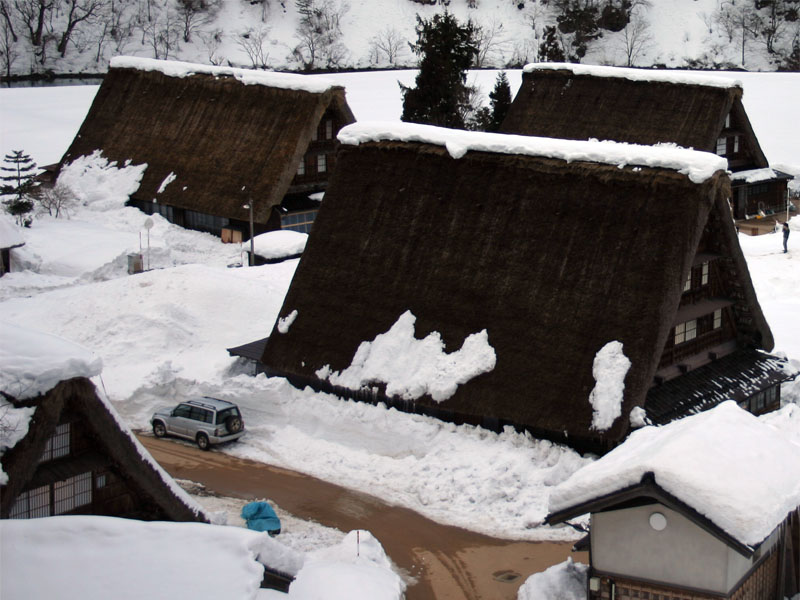
冬の五箇山

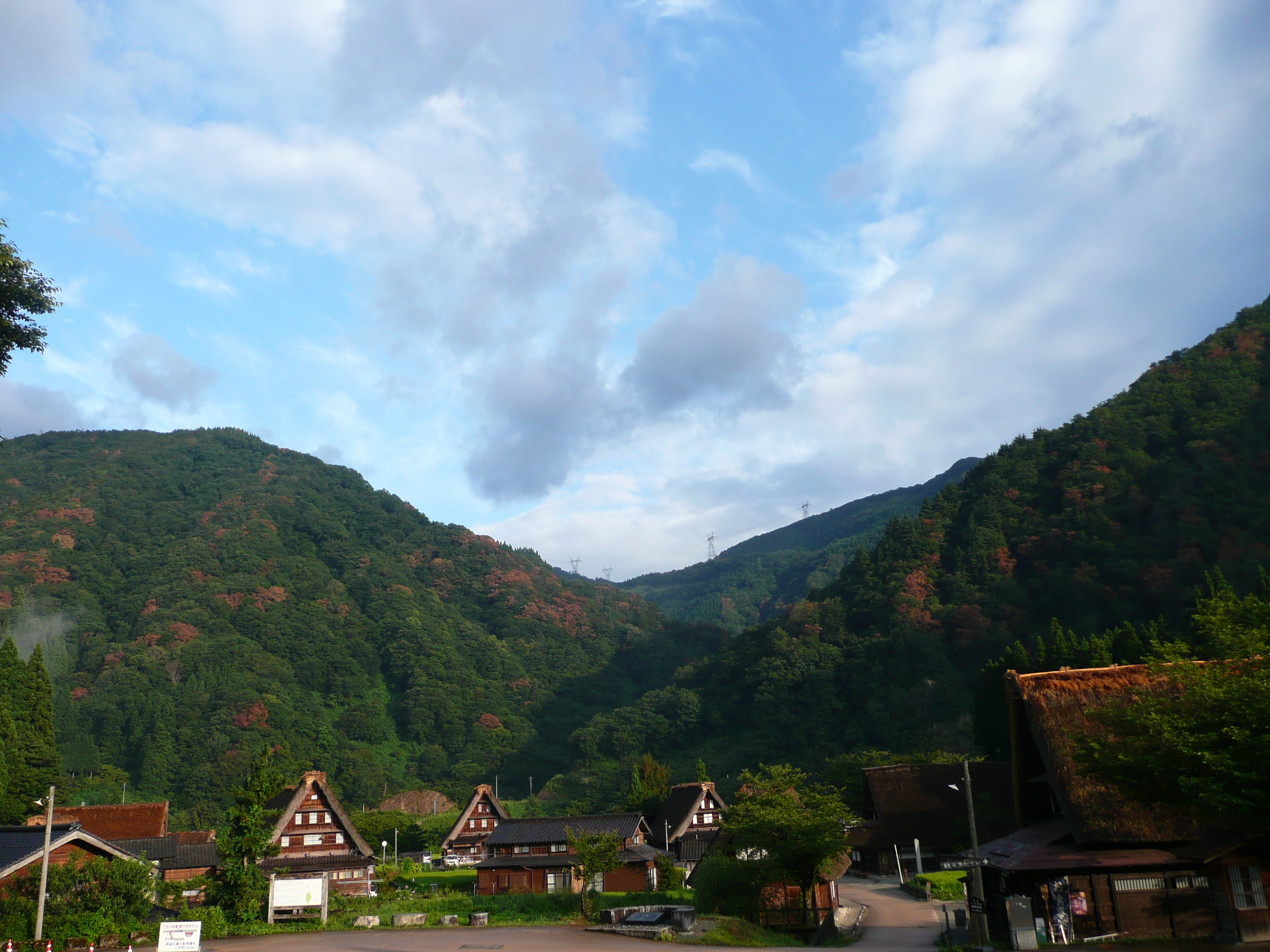
夏の合掌造り集落

五箇山（ごかやま）は、富山県の南西端にある南砺市の旧平村、旧上平村、旧利賀村を合わせた地域を指す。地域内の「越中五箇山相倉集落」と「越中五箇山菅沼集落」は重要伝統的建造物群保存地区であり、世界遺産「白川郷・五箇山の合掌造り集落」を構成している。

## 地名の由来
「五箇山」の地名の由来について、五箇山出身の郷土史家である高桑敬親は、「赤尾谷・上梨谷・下梨谷・小谷・利賀谷の5つの谷からなるので『五箇谷間（やま）』となり、これが転じて「五箇山」の地名となった」とする説を提唱している。
一方、「五箇」を含む地名は全国に複数存在するが、柳田國男ら民俗学者は「五箇」地名が必ずしも数字の「五」に由来するわけではなく、むしろ未開地を指す「空閑（こが）」「後閑（ごか）」に由来するという説を提唱していた。同じく五箇山出身の米澤康は柳田國男の「五箇」地名についての議論も踏まえ、「五つの谷」が「五箇山」の由来であるとする高桑説を批判した。
近年では、浦辻一成が「赤尾・上梨・下梨・小谷・利賀」の地名が「五箇山」とほぼ同時期に登場していることに注目し、「空閑/後閑」を語源とするよりは、やはり「五つの地域」で構成されることが「五箇山」の由来とする方が自然である、と論じている。なお、「五箇山」の名称が、文献に出てくるのは約500年前、本願寺住職第9世光兼実如上人の文書が最初である。奥田直文は「五箇山」という名称が一向一揆による支配の確立と同時に現れることに注目し、「それ以前の旧荘園に規定された地域単位とは別の原理で成り立つ、新しい地域結集単位」であったことを指摘している。

## 歴史
五箇山には、縄文時代の埋蔵文化遺跡が約50箇所ある。約4500年前（縄文中期前葉）の土器が出土している。他の年代も含めての出土品は、磨製石斧・石皿・石鏃・石棒・石刀・土偶・耳飾り・ヒスイ大珠・御物石器などである。ヒスイの大珠がコモムラ遺跡（旧平村下梨）東中遺跡（旧平村）から3個出土している。縄文時代のヒスイは全て新潟県糸魚川市の明星山から姫川（支流小滝川）と青海川に流出したもので、日本海側との交流があったことを示している。また、御物石器は祭祀具と推測されており、岐阜・富山・石川で多く出土していることから、中部圏との交流も盛んだったようである。
平家の落人伝説で有名であるが、物的証拠はない。しかし、旧平村の村名は「平家の子孫が住みついたので付けられた」とされるなど、さまざまな伝承がある。一方で「五箇山の文化は吉野朝武士の入籠によって開拓され、五箇山の有史は吉野朝からである。養蚕・和紙製紙は吉野朝遺臣によって始められ、五箇山へ仏教が入って来たのは後醍醐天皇第八皇子、天台座主宗良親王によってである」という説もある。旧平村上梨地区にある白山宮では主祭神である菊理媛命に加え、宗良親王、新田一族の霊を合祀する。また同下梨地区には南朝第3代長慶天皇の御陵とされるものも現存しており、この地が南朝ゆかりの地であることを物語っている。
永らく白山信仰による天台宗系密教の地域であったが、1471年（文明3年）、浄土真宗本願寺派第8世宗主・蓮如が越前国吉崎（現在の福井県あわら市吉崎）に下向し、北陸一帯が一向宗の勢力となり、この地域も浄土真宗に改宗したようである。北陸一帯の地名には「経塚」なる地名が残っているが、この地域にも天台宗系のお経を埋めた地を、こう呼んでいる。
江戸時代の1690年（元禄3年）からは加賀藩の正式な流刑地となった。流刑場所は庄川右岸の8カ所で、軽犯罪者は平小屋と呼ばれる建物に収容され拘束の程度は緩かったが、重犯罪者は御縮小屋と呼ばれる小屋に監禁され自由を奪われていた。御縮小屋の一部は昭和年間まで残されていたが、1963年（昭和38年）の38豪雪の際に倒壊。1965年（昭和40年）に復元されたものが富山県の有形民俗文化財に指定され、流刑小屋として地域の名所となっている。加賀騒動の大槻伝蔵もこの地へ流された。流刑地である五箇山には当地を流れる庄川に橋を掛けることが許されず、住民はブドウのつるで作った大綱を張り、籠をそれに取り付けて「籠渡し」として行き来した（現在は再現されたものが籠の渡しとして残っており、人の代わりに人形が川を越える）。
気象条件が厳しい五箇山では、江戸時代、年貢を米で納めることができなかった。1780年頃の宮永正運著「越の下草」によれば「水田はもとよりなくして、穀類も稗、粟、大小豆に過ぎず・・・」とあり、稲作が絶望的であったことが窺える。住民は、商品作物などを井波町、城端町（現在の南砺市）の商人（判方）を介して換金し、年貢を納めていたが、多くの場合、判方から前借を行い次年度に返済するという自転車操業的な生計を余儀なくされた。借金が返せずに土地を手放す農家が出る一方で、判方の方も貸し倒れや廃業が相次ぐなど貸借双方で厳しい環境であった。大きな気象害の年には、数年間の間、判方への借金の延納や藩への借米でしのぐこともあったが、生活環境の改善や向上には結びつかず、1837年の天保の飢饉の際には住民の約4割が餓死している。

## 地理
周囲を1000メートル超の山々と庄川の峡谷に囲まれた陸の孤島で、五箇山から城端（富山平野側）に行くには難所中の難所の朴峠や人喰谷を超える必要があった。このような地理的に隔絶された環境から、加賀藩の流刑場として利用された。
南方には人形山という姉妹の雪絵がある山があり、五箇山のシンボルの山となっている。雪絵の姉妹に関する悲しい伝説はまんが日本昔ばなしにも取り上げられている。
五箇山の集落周辺は景観保護のために五箇山県立自然公園に指定されている。

## 塩硝
戦国時代から江戸時代には、塩硝（煙硝）製造の歴史がある。石山合戦（1570年〈元亀元年〉 - 1580年〈天正8年〉）の織田勢との戦いにも五箇山の塩硝が使われた。また、黒色火薬自体を製造していたとされる。日本古来から、古民家の囲炉裏の下には自然と塩硝は製造されていたが、五箇山では、自然の草（ヨモギ、しし独活、麻殻、稗殻…など）と、蚕の糞などで製造する「培養法」を使って、より多くの塩硝を製造した。16世紀後半には、前田家が加賀一帯を統治し、一向一揆が沈静化したころより、加賀藩に召し上げとして買い付けられる。加賀藩は、外様大名として100万石の経済力をもち徳川家の2分の1の石高を持っていたので、取り潰しの危機にあったが、裏では五箇山での火薬の原料を調達していたのである。しかし、この塩硝も、日本が鎖国を解いてから南米のチリからの硝石（チリ硝石）の輸入によって廃れてしまう。

## 茅葺屋根
五箇山の合掌造りの屋根は茅葺である。五箇山の茅葺はコガヤ（チガヤ）を材料とすることが特徴となっている。なお、現在はチガヤの採取量が全ての合掌造りに必要な分を満たせず、重要文化財や世界遺産を除く合掌造りは大茅（ススキ）で屋根が葺かれている家屋がある。昭和30年代までは「結」、集落の共同作業にて葺き替えを行っていたが、現在は富山県西部森林組合（旧五箇山森林組合）が屋根の葺き替え、茅場の管理・刈取りを行っている。

## 地域の特色
この地域は世界的にみても有数の豪雪地帯であり、そのような風土から傾斜の急な大きな屋根を持つ合掌造りの家屋が生まれた。現在も南砺市（旧平村）の相倉地区や同市（旧上平村）の菅沼地区には合掌造りの集落が残っており、それぞれ1970年12月4日、「越中五箇山相倉集落」「越中五箇山菅沼集落」として国の史跡に指定され、1994年には重要伝統的建造物群保存地区として選定されている。
1995年12月、隣接している岐阜県大野郡白川村の白川郷（荻町地区）とともに「白川郷・五箇山の合掌造り集落」として世界遺産に登録されている。
2009年（平成21年）3月には、フランスミシュラン社発行の旅行ガイド日本編「ミシュラン・グリーンガイド・ジャポン」にて最高峰の3つ星観光地に選ばれた。日本国内では17ヶ所が3つ星に選ばれている。また相倉集落・菅沼集落も2つ星に選ばれている。
2015年（平成27年）3月、アメリカのニュース専門放送局・CNNが発表した “Japan's 31 most beautiful places”（日本の最も美しい場所31選）の一つとして選ばれた。

## 五箇山民謡
「五箇山は民謡の宝庫」と言われ、発祥や伝播の経緯が定かでないものが数多く存在する。「お小夜節」は伝承ではお小夜（おさよ）という遊女と関係が深いという。加賀騒動の首謀者と遊女たちが輪島に流刑になったが、お小夜は輪島の出身だったため、意味がないということで、小原（上平）に流され、歌を教えたとされる。口頭で伝承され発展してきた文化遺産であり、麦屋踊は、国の助成の措置を講ずべき無形文化財に選定された経過にある。代表的な「こきりこ節」や「麦屋節」を含む多くの民謡は、1973年（昭和48年）11月5日に「五箇山の歌と踊」として、国の選択無形民俗文化財に選択されており、多くの五箇山民謡保存団体が存在し、唄い踊り続けることによって守られている。
また、「五箇山の歌と踊」が国の選択無形民俗文化財に選択された際、保存会4団体（のちに小谷麦屋節保存会が1993年（平成5年）より参加、現在は5団体）で「越中五箇山民謡民舞保存団体連合会」が結成され、これらの保存会は小・中学校や高校で五箇山民謡を指導し、地元の富山県立南砺平高等学校の郷土芸能部が全国高等学校総合文化祭で優秀な成績をおさめるなど、大いに成果をあげている。

### 現在伝承されている五箇山民謡
こきりこ（こっきりこ）節・麦屋節・長麦屋節・早麦屋節・小谷麦屋節・古代神・小代神・四つ竹節・といちんさ節・お小夜節・なげ節・五箇山追分節・神楽舞・古大臣・しょっしょ節・草島節・輪島節など

### 五箇山民謡保存団体
※印は「越中五箇山民謡民舞保存団体連合会」加盟団体
- 越中五箇山麦屋節保存会（旧 平村）※
  - 1909年（明治42年）4月23日に「麦屋団」として発足し[15]、100年以上の歴史をもつ。
- 越中五箇山筑子（こきりこ）唄保存会（旧 平村）※
- 越中五箇山民謡保存会（旧 上平村）※
- 利賀むぎや節保存会（旧 利賀村）※
- 小谷麦屋節保存会（旧 平村）※
- 五箇山民謡清流会
- 越中城端麦屋節保存会新声会（旧 城端町）